# Parafia Najświętszego Serca Pana Jezusa w Białogardzie
Parafia pw. Najświętszego Serca Pana Jezusa w Białogardzie – parafia należąca do dekanatu Białogard, diecezji koszalińsko-kołobrzeskiej, metropolii szczecińsko-kamieńskiej. Została utworzona 30 sierpnia 1988. Siedziba parafii mieści się przy ulicy Wyszyńskiego w Białogardzie.

## Miejsca święte

### Kościół parafialny
Kościół pw. Najświętszego Serca Pana Jezusa w Białogardzie
Kościół parafialny wybudowany w 1998.

### Kościoły filialne i kaplice
Kaplica pw. Najświętszego Serca Pana Jezusa w Białogardzie